# Милтал
Милтал (њем. Mühltal) општина је у њемачкој савезној држави Хесен. Једно је од 23 општинска средишта округа Дармштат-Дибург. Према процјени из 2010. у општини је живјело 13.852 становника. Посједује регионалну шифру (AGS) 6432014.

## Географски и демографски подаци
Милтал се налази у савезној држави Хесен у округу Дармштат-Дибург. Општина се налази на надморској висини од 100 – 400 метара. Површина општине износи 25,3 km². У самом мјесту је, према процјени из 2010. године, живјело 13.852 становника. Просјечна густина становништва износи 547 становника/km².

## Међународна сарадња
| Мјесто | Држава    | Врста сарадње | Од    |
| ------ | --------- | ------------- | ----- |
|        | Шведска   | партнерство   | 1980. |
|        | Француска | партнерство   | 1981. |
| Извор  |           |               |       |